# 元朝銭
元朝銭（げんちょうせん）は、元朝の時代に中国で流通した銭貨。

## 概要

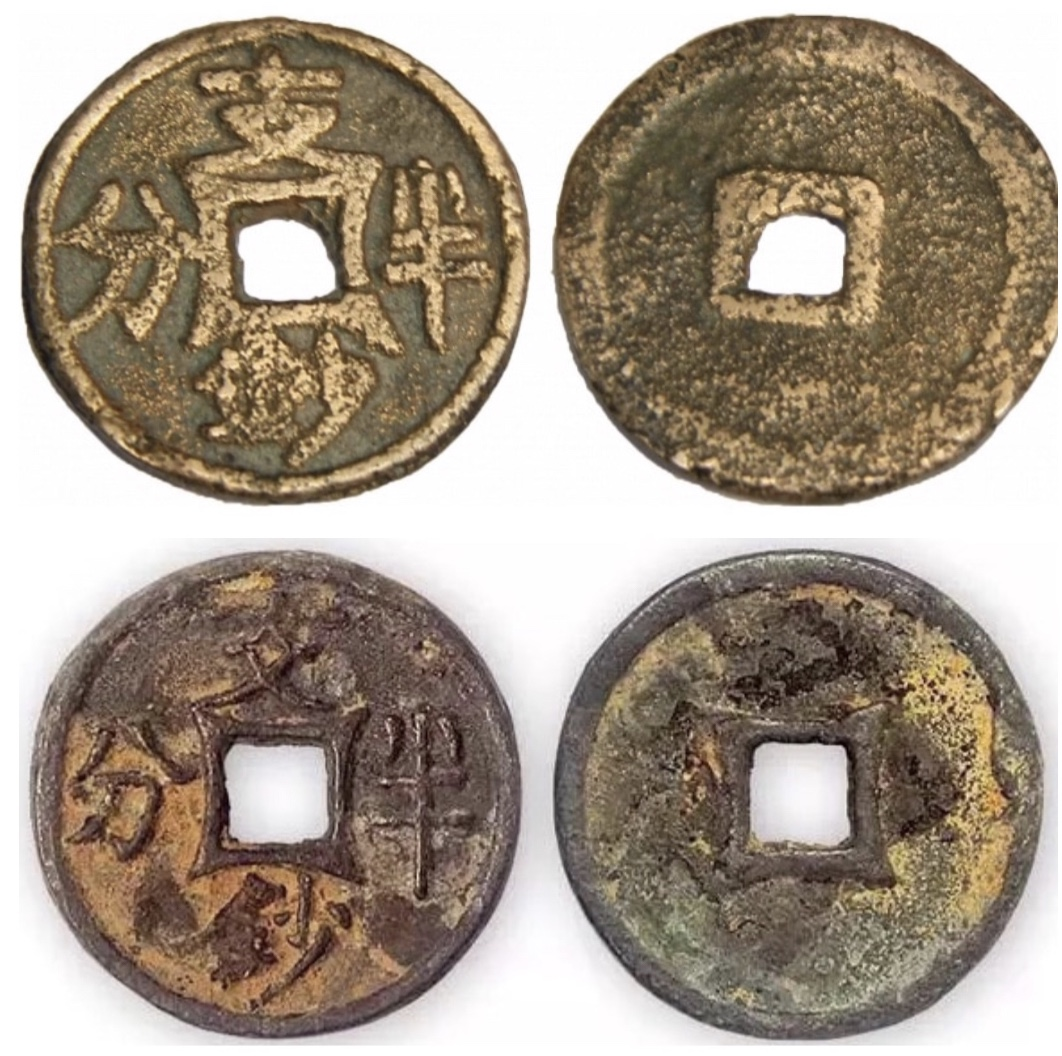
支鈔半分 交鈔半分 銭

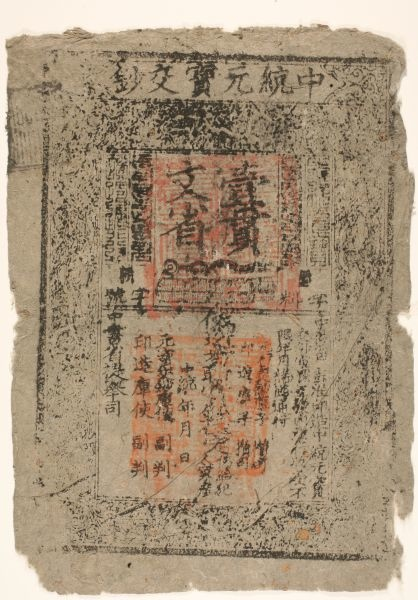
中統元寶交鈔

元朝では初め、銭貨を発行せず鈔（しょう）と呼ばれる紙幣を流通させる政策を採る。1260年、中統元宝交鈔（ちゅうとうげんぽうこうしょう、中統鈔）を発行するが、これには金朝末の銭貨の流通事情が関係している。銅貨は国外流出や鋳つぶしなどによって絶対量が不足しており、すぐには大量に製造できない銅貨よりも紙幣が選ばれた。10文から2貫文まで9種類あった。中統年間（1260年 - 1264年）には各地に平準行用庫（へいじゅんこうようこ、平準庫。紙幣と金銀を兌換する役所）および回易庫（かいえきこ。損傷した紙幣を交換する役所）を設置した。
やがて中統元宝交鈔の兌換がうまく機能しなくなると、1287年、至元通行宝鈔（しげんつうこうほうしょう、至元鈔）を発行し、中統元宝交鈔5貫文=至元通行宝鈔1貫文の比率で通用させることとした（デノミネーション）。中統元宝交鈔および至元通行宝鈔は元代を通して発行された。
1277年、江南に対し銭貨の使用を禁じて以来、元朝では銭貨の製造・流通はあまり盛んではない。それでも世祖帝（在位:1271年 - 1294年）の時代、元貞通宝・大徳通宝が発行されている。武宗帝（在位:1307年 - 1311年）の時代には至大元宝・至大通宝・大元通宝が発行される。1312年、銭貨の製造をやめ、1351年に再開すると記録にあるが、この空白の期間に発行されたと考えられる至治通宝・泰定元宝・致和元宝・至順通宝・元統元宝・至元通宝が現存する。至正年間（1341年 - 1368年）には至元通宝・至正之宝が出ている。
このうち至元通宝は渡来銭として使用された実績がある。元朝銭は元々製造が少なかったこともあり、日本における渡来銭としても北宋銭や明銭より圧倒的に少ない。